# Сежхови
Сежхови (пол. Sierzchowy) — село в Польщі, у гміні Цельондз Равського повіту Лодзинського воєводства.
Населення — 347 осіб (2011).
У 1975-1998 роках село належало до Скерневицького воєводства.

## Демографія
Демографічна структура станом на 31 березня 2011 року:
|          | Загалом | Допрацездатний вік | Працездатний вік | Постпрацездатний вік |
| -------- | ------- | ------------------ | ---------------- | -------------------- |
| Чоловіки | 169     | 30                 | 118              | 21                   |
| Жінки    | 178     | 39                 | 93               | 46                   |
| Разом    | 347     | 69                 | 211              | 67                   |